# Šarovce
Šarovce (en hongarès Sáró) és un poble d'Eslovàquia que es troba a la regió de Nitra.
La primera menció escrita Saroufalu dataria del 1075 o segons altres fonts del 1245. Fins 1919, quan va passar a Txecoslovàquia, feia part del regne d'Hongria. Després del Primer arbitratge de Viena va tornar a Hongria de 1938 a 1945.

## Demografia
| Godina             | 1994 | 2004   | 2014   | 2024   |
| ------------------ | ---- | ------ | ------ | ------ |
| Nombre de persones | 1661 | 1662   | 1638   | 1619   |
| Diferència         |      | +0,06% | −1,44% | −1,15% |

| Godina             | 2023 | 2024   |
| ------------------ | ---- | ------ |
| Nombre de persones | 1609 | 1619   |
| Diferència         |      | +0,62% |

## Llocs d'interés
- Monument a l'emperador romà Marc Aureli que al marge del Granua, avui el Hron, a l'endret on hauria escrit la seva obra filosòfica Meditationes.[3]